# DNS Certification Authority Authorization
DNS CAA(DNS Certification Authority Authorization)는 도메인 이름 보유자가 특정 도메인 네임에 대한 디지털 인증서를 발급할 권한이 있는지 인증 기관에 표시할 수 있도록 하는 인터넷 보안 정책 메커니즘이다. 이는 "CAA" DNS(도메인 이름 시스템) 리소스 레코드를 통해 수행된다.
공개적으로 신뢰할 수 있는 인증 기관의 보안에 대한 우려가 커지면서 컴퓨터 과학자인 필립 할람 베이커(Phillip Hallam-Baker)와 롭 스트래들링(Rob Stradling)이 초안을 작성했다. IETF(국제 인터넷 표준화 기구)가 제안한 표준이다.

## 같이 보기
- 인증 기관
- DNS 레코드 타입 목록